# Janville, Eure-et-Loir
Janville je naselje in občina v srednjem francoskem departmaju Eure-et-Loir regije Center. Naselje je leta 2008 imelo 1.799 prebivalcev.

## Geografija
Kraj leži v pokrajini Orléanais 42 km jugovzhodno od Chartresa.

## Uprava
Janville je sedež istoimenskega kantona, v katerega so poleg njegove vključene še občine Allaines-Mervilliers, Barmainville, Baudreville, Fresnay-l'Évêque, Gommerville, Gouillons, Guilleville, Intréville, Levesville-la-Chenard, Mérouville, Neuvy-en-Beauce, Oinville-Saint-Liphard, Poinville, Le Puiset, Rouvray-Saint-Denis, Santilly, Toury in Trancrainville z 8.817 prebivalci.
Kanton Janville je sestavni del okrožja Chartres.